# Pedilochilus perpusillus
Pedilochilus perpusillus är en orkidéart som beskrevs av Pieter van Royen. Pedilochilus perpusillus ingår i släktet Pedilochilus och familjen orkidéer. Inga underarter finns listade i Catalogue of Life.